# Човниковий рух
Човниковий рух (за аналогією з рухом ткацького човника) — спосіб організації руху функціональних елементів, або їх блоків.

## Приклади
Транспорт
Човниковий рух рейкового пасажирського маршрутного транспорту (метрополітену, трамвая), при якому один і той же поїзд рухається в обидві сторони однією і тією ж колією, без обороту в кінцевих пунктах. Для цього необхідно мати відповідний рухомий склад, що здатний рухатися в обох напрямках і зазвичай, має двері по обидві боки вагона.
Зазвичай використовується на маршрутах з незначним пасажиропотоком, або в період обмеження руху у зв'язку з ремонтом або реконструкцією.
Наприклад, у Київському метрополітені човниковий рух потягів відбувався при будівництві станції «Театральна» влітку 1987 року, в перші роки роботи Оболонсько-Теремківської та Сирецько-Печерської ліній, а також з 25 жовтня 2012 року до 6 листопада 2013 року по першій колії між станціями «Виставковий центр» — «Іподром». Такой човниковий рух використовується з 13 грудня 2023 від станції Деміївська до станції Теремки через перекриття аварійного тунелю на перегоні між станціями Деміївська та Либідська 8 грудня 2023 року. 
Гірництво
Човникова схема роботи гірничої машини — виймання корисної копалини здійснюється без холостих перегонів при поступально-зворотному переміщенні її вздовж очисного вибою за схемою човника.